# We're Going Home
We're Going Home è un singolo del cantautore australiano Vance Joy, pubblicato il 10 gennaio 2018 come terzo estratto dal secondo album in studio Nation of Two.

## Video musicale
Il video musicale, diretto da Mimi Cave, è stato reso disponibile il 10 gennaio 2018 in concomitanza con l'uscita del singolo.

## Tracce
Testi e musiche di Vance Joy e Dan Wilson.
1. We're Going Home – 3:26

## Formazione
Musicisti
- Vance Joy – voce, chitarra acustica, chitarra elettrica
- Edwin White – batteria, percussioni
- Dave Bassett – basso elettrico, chitarra elettrica, pianoforte, organo
- Brad Gordon – basso, arrangiamento del basso
- Chris Carmichael – corde, arrangiamento delle corde

Produzione
- Dave Bassett – produzione, ingegneria del suono
- Edwin White – co-produzione
- Dave Shiffman – ingegneria del suono
- Morgan Stratton – assistenza all'ingegneria del suono
- Phil Ek – missaggio
- Joe Laporta – mastering

## Classifiche

### Classifiche settimanali
| Classifica (2018) | Posizione massima |
| ----------------- | ----------------- |
| Australia         | 16                |

### Classifiche di fine anno
| Classifica (2018) | Posizione |
| ----------------- | --------- |
| Australia         | 98        |